# 航空旅行稅
航空旅行稅（英語：Air Travel Tax）是一項愛爾蘭政府向飛行旅客徵收的稅項，在2009年愛爾蘭財政預算案提出，當時正值2008年全球金融危机，此稅項能增加政府收入。稅項在2009年3月30日實施，距離都柏林機場不足300公里的目的地收費為2歐元，其它地區則為10歐元。此舉受到航空和旅遊業界反對。然後由於歐盟認為這樣分級是干擾歐盟市場，在2011年3月1日統一收費為3歐元。轉機旅客並不需要繳付此稅項。這稅項在2014年4月1日被廢除。